# آقای شانس (فیلم ۱۳۷۳)
آقای شانس فیلمی به کارگردانی رحمان رضایی، نویسندگی رضا بابک، عسگر قدس و رحمان رضایی و تهیه‌کنندگی سید محمد قاضی محصول سال ۱۳۷۳ است.

## خلاصه فیلم
عباس که به حرفهٔ سلمانی مشغول است، هنوز جواز کسب دریافت نکرده؛ چراکه هر بار در امتحان اتحادیهٔ صنف آرایشگران مردود شده‌است. او قصد دارد با دختر آمیز محمود ازدواج کند اما پدر و مادر دختر، جواز کسب گرفتن عباس را شرط جواب مثبت دادن به او اعلام می‌کنند اما عباس موقع تهیهٔ جواز کسب شناسنامهٔ خود را گم می‌کند.